# カールスルーエ市電GT6-70D/N形電車
GT6-70D/N形は、ドイツ・カールスルーエの路面電車であるカールスルーエ市電およびカールスルーエ・シュタットバーンで使用されている電車。車内の大部分の床上高さが低い部分超低床電車である。

## 概要
1960 - 1970年代に製造された旧型車両の置き換えを目的に導入された、カールスルーエ市電初の超低床電車（部分超低床電車）。片運転台式の3車体連接車で、従来の車両に比べて車体幅が広くとられており、定員数も増加している。また前後車体には連結器が設置されており、複数の車両を繋いだ運用も可能となっている。
主電動機は三相誘導電動機が用いられ、車端に設置されたボギー台車に2基ずつ搭載されている。この動力付き台車が設置されている部分は床が高い位置に設置されている一方、それを除いた車内全体の70 %は床上高さを340 mmに抑えており、バリアフリーに対応している。また、鉄道規格で建設された区間でも運用される事から、ドイツの路面電車規格（BOStrab）および鉄道規格（EBO）双方に適合した設計が採用されている。

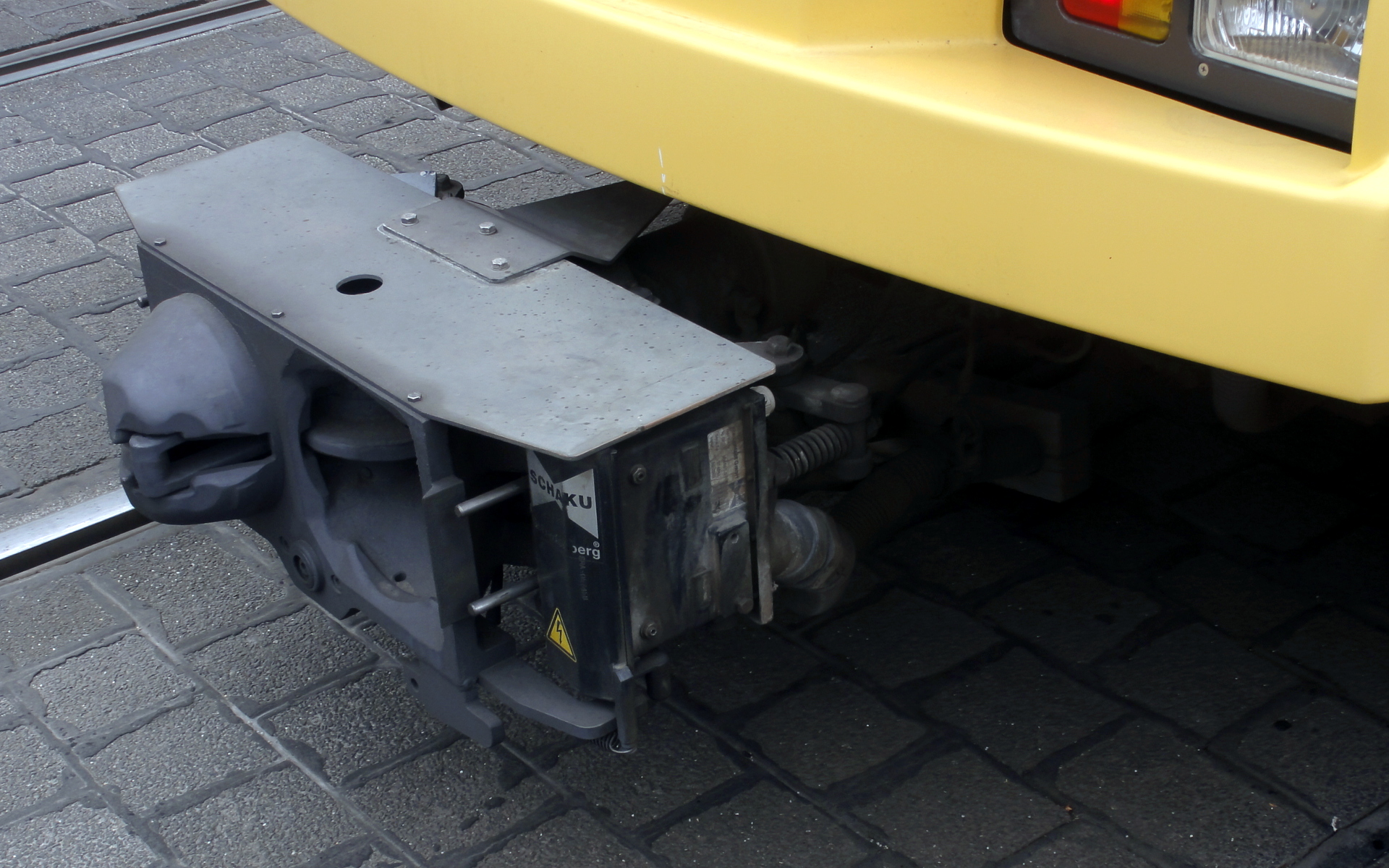
連結器

1995年から2005年の間に45両が導入されており、そのうち1995 - 1996年の導入分である20両（221 - 240）はデュワグ、2002年から2005年にかけて導入された25両（241 - 265）はデュワグを吸収したシーメンスによって製造が実施されている。これらの車両はカールスルーエ市電の各系統に加え、カールスルーエ・シュタットバーンのうちS2号線にも使用される。

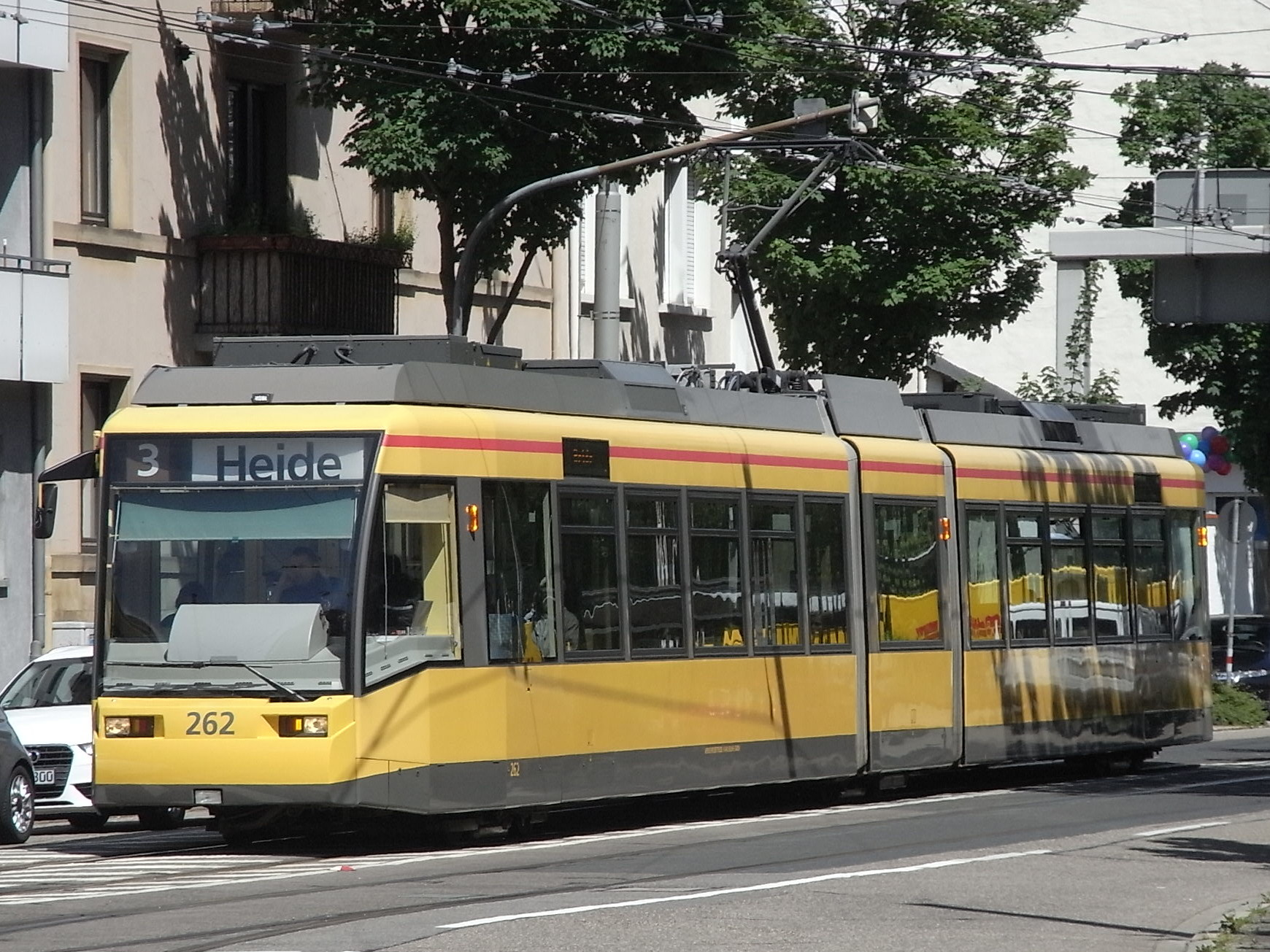
車体左側には乗降扉が存在しない（2013年撮影）
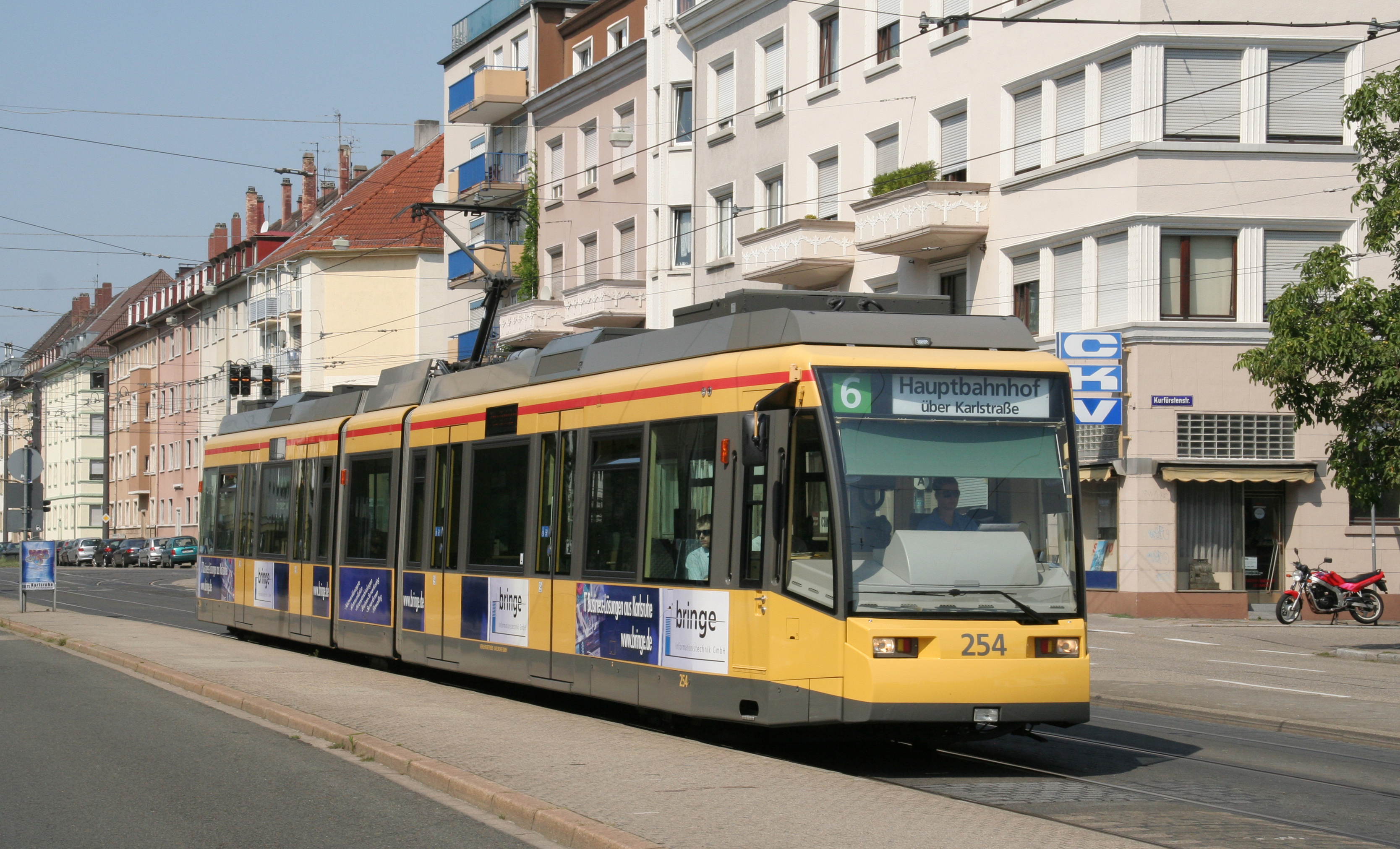
広告塗装（2009年撮影）
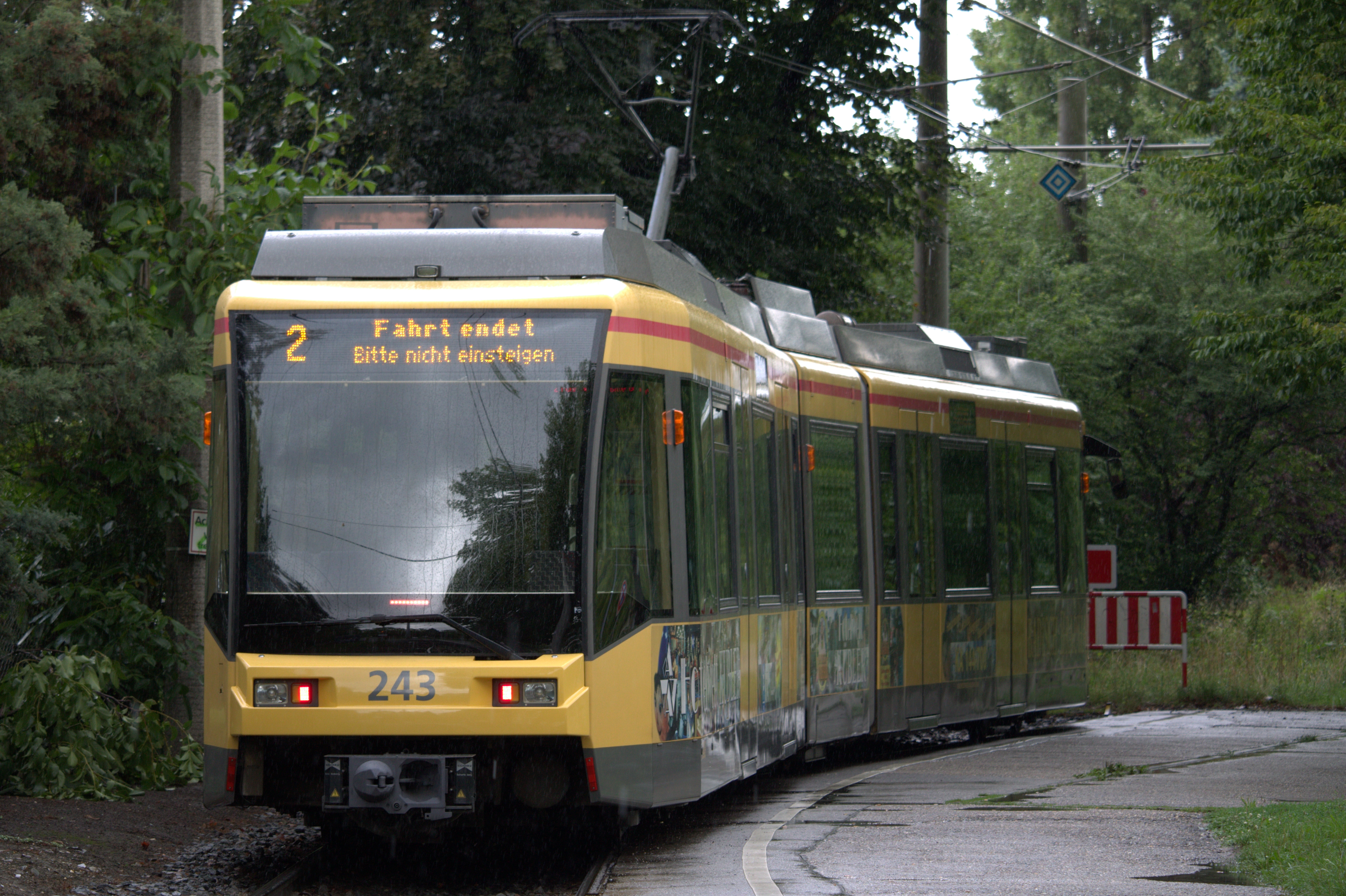
連結器を展開する車両（2017年撮影）

## 関連形式
- GT8-70D/N - GT6-70D/N形と同型の部分低床式5車体連接車[5]。